# Janet Lee
Janet Lee (chiń. 李慧芝, Lǐ Huìzhī; ur. 22 października 1976 w Lafayette) – tajwańska tenisistka o statusie profesjonalnym.
Tenisistka rozpoczęła grę w tenisa w wieku pięciu lat. W 1994 roku zdecydowała się zrezygnować ze studiów i wybrała profesjonalną grę w tenisa. Początkowo występowała w turniejach cyklu ITF, w których w sumie odniosła dwa zwycięstwa w grze singlowej i dziewięć w deblowej.
W rozgrywkach cyklu WTA nie wygrała turnieju singlowego ale wygrała trzy turnieje deblowe. Brała także udział we wszystkich turniejach wielkoszlemowych i to zarówno w grach singlowych jak i deblowych. Największe jej osiągnięcia to dotarcie do trzeciej rundy gry singlowej w Australian Open w 1999 roku i US Open w 2000 roku, oraz ćwierćfinał gry deblowej w US Open w 2004 roku, w parze z Peng Shuai (przegrana z parą Barbara Schett i Patty Schnyder).
Reprezentowała także Tajwan w grze deblowej na Olimpiadzie w Sydney w 2000 roku, z partnerką Weng Tzu-ting, ale odpadły w pierwszej rundzie.

## Wygrane turnieje rangi ITF
| turnieje z pulą nagród 100 000 $ |
| turnieje z pulą nagród 75 000 $  |
| turnieje z pulą nagród 50 000 $  |
| turnieje z pulą nagród 25 000 $  |
| turnieje z pulą nagród 15 000 $  |
| turnieje z pulą nagród 10 000 $  |

|    | Data       | Turniej  | Kat. | ($)    | Naw.      | Finalistka           | Wynik         |
| 1. | 22/07/2001 | Mahwah   | ITF  | 50 000 | twarda    | Swetłana Kriwenczewa | 6:4, 7:6      |
| 2. | 09/06/2002 | Surbiton | ITF  | 25 000 | trawiasta | Laura Granville      | 4:6, 6:4, 6:4 |